# غاي هيندريكس
غاي هيندريكس (بالإنجليزية: Gay Hendricks)‏ هو عالم نفس أمريكي، ولد في 1945.

## وصلات خارجية
- غاي هيندريكس على موقع IMDb (الإنجليزية)
- غاي هيندريكس على موقع ميوزك برينز (الإنجليزية)
- غاي هيندريكس على موقع قاعدة بيانات الفيلم (الإنجليزية)